# Championnats du monde de patinage artistique 1991
Navigation
Mondiaux 1990 Mondiaux 1992
Les championnats du monde de patinage artistique 1991 ont lieu du 12 au 17 mars 1991 à l'Olympiahalle de Munich en Allemagne.
Ce sont les premiers championnats du monde après la suppression des figures imposées par l'Union internationale de patinage pour les catégories individuelles masculine et féminine. 

## Qualifications
Les patineurs sont éligibles à l'épreuve s'ils représentent une nation membre de l'Union internationale de patinage (International Skating Union en anglais). Les fédérations nationales sélectionnent leurs patineurs en fonction de leurs propres critères.
Sur la base des résultats des championnats du monde 1990, l'Union internationale de patinage autorise chaque pays à avoir de une à trois inscriptions par discipline. 
Réunifiée le 3 octobre 1990, l'Allemagne a un arrangement spécial en nombre de participants basé sur les résultats de l'Allemagne de l'Ouest et de l'Allemagne de l'Est de l'année précédente. 
| Entrées                                                    | Messieurs                                    | Dames                          | Couples                                      | Danse sur glace                        |
| ---------------------------------------------------------- | -------------------------------------------- | ------------------------------ | -------------------------------------------- | -------------------------------------- |
| 4                                                          |                                              | Allemagne                      |                                              |                                        |
| 3                                                          | Allemagne Canada Union soviétique États-Unis | Japon États-Unis               | Allemagne Canada Union soviétique États-Unis | France Union soviétique États-Unis     |
| 2                                                          | Pologne Tchécoslovaquie                      | Canada France Union soviétique | Tchécoslovaquie                              | Canada Finlande Italie Tchécoslovaquie |
| Les pays non listés dans ce tableau ont droit à une entrée |                                              |                                |                                              |                                        |

## Podiums
| Épreuves                            | Or                                   | Argent                               | Bronze                           |
| ----------------------------------- | ------------------------------------ | ------------------------------------ | -------------------------------- |
| Messieurs résultats détaillés       | Kurt Browning                        | Viktor Petrenko                      | Todd Eldredge                    |
| Dames résultats détaillés           | Kristi Yamaguchi                     | Tonya Harding                        | Nancy Kerrigan                   |
| Couples résultats détaillés         | Natalia Mishkutenok / Artur Dmitriev | Isabelle Brasseur / Lloyd Eisler     | Natasha Kuchiki / Todd Sand      |
| Danse sur glace résultats détaillés | Isabelle Duchesnay / Paul Duchesnay  | Marina Klimova / Sergueï Ponomarenko | Maïa Oussova / Alexandre Jouline |

## Tableau des médailles
| Rang  | Nation           | Or | Argent | Bronze | Total |
| ----- | ---------------- | -- | ------ | ------ | ----- |
| 1     | Union soviétique | 1  | 2      | 1      | 4     |
| 2     | États-Unis       | 1  | 1      | 3      | 5     |
| 3     | Canada           | 1  | 1      | 0      | 2     |
| 4     | France           | 1  | 0      | 0      | 1     |
| Total | Total            | 4  | 4      | 4      | 12    |

## Détails des compétitions
Pour la saison 1990/1991, les calculs des points se font selon la méthode suivante :
- chez les Messieurs, les Dames et les Couples artistiques (0.5 point par place pour le programme court, 1 point par place pour le programme libre)
- en danse sur glace (0.4 point par place pour les deux danses imposées, 0.6 point par place pour la danse originale, 1 point par place pour la danse libre)

### Messieurs
| Rang                                        | Nom                    | Nation           | Points | Prog. court | Prog. libre |
| ------------------------------------------- | ---------------------- | ---------------- | ------ | ----------- | ----------- |
| 1                                           | Kurt Browning          | Canada           | 2.0    | 2           | 1           |
| 2                                           | Viktor Petrenko        | Union soviétique | 2.5    | 1           | 2           |
| 3                                           | Todd Eldredge          | États-Unis       | 5.5    | 5           | 3           |
| 4                                           | Petr Barna             | Tchécoslovaquie  | 5.5    | 3           | 4           |
| 5                                           | Christopher Bowman     | États-Unis       | 7.0    | 4           | 5           |
| 6                                           | Elvis Stojko           | Canada           | 9.5    | 7           | 6           |
| 7                                           | Michael Slipchuk       | Canada           | 12.0   | 8           | 8           |
| 8                                           | Aleksey Urmanov        | Union soviétique | 12.0   | 6           | 9           |
| 9                                           | Éric Millot            | France           | 14.5   | 9           | 10          |
| 10                                          | Masakazu Kagiyama      | Japon            | 16.0   | 10          | 11          |
| 11                                          | Paul Wylie             | États-Unis       | 17.0   | 20          | 7           |
| 12                                          | Oula Jääskeläinen      | Finlande         | 19.5   | 13          | 13          |
| 13                                          | Oliver Höner           | Suisse           | 20.0   | 12          | 14          |
| 14                                          | Jung Sung-il           | Corée du Sud     | 20.5   | 17          | 12          |
| 15                                          | Mirko Eichhorn         | Allemagne        | 20.5   | 11          | 15          |
| 16                                          | Steven Cousins         | Royaume-Uni      | 25.0   | 18          | 16          |
| 17                                          | Cameron Medhurst       | Australie        | 26.0   | 16          | 18          |
| 18                                          | Daniel Weiss           | Allemagne        | 26.5   | 19          | 17          |
| 19                                          | Gilberto Viadana       | Italie           | 26.5   | 15          | 19          |
| 20                                          | Ronny Winkler          | Allemagne        | 27.0   | 14          | 20          |
| Patineurs éliminés après le programme court |                        |                  |        |             |             |
| 21                                          | Ralph Burghart         | Autriche         |        | 21          | NC          |
| 22                                          | Vyacheslav Zahorodnyuk | Union soviétique |        | 22          | NC          |
| 23                                          | Cornel Gheorghe        | Roumanie         |        | 23          | NC          |
| 24                                          | Jan Erik Digernes      | Norvège          |        | 24          | NC          |
| 25                                          | Henrik Walentin        | Danemark         |        | 25          | NC          |
| 26                                          | Péter Kovács           | Hongrie          |        | 26          | NC          |
| 27                                          | David Liu              | Taipei chinois   |        | 27          | NC          |
| 28                                          | Tomislav Čižmešija     | Yougoslavie      |        | 28          | NC          |
| 29                                          | Maarten van Mechelen   | Luxembourg       |        | 29          | NC          |
| 30                                          | Jorge La Farga         | Espagne          |        | 30          | NC          |
| 31                                          | Nikolai Tonev          | Bulgarie         |        | 31          | NC          |
| 32                                          | Alexandre Geers        | Belgique         |        | 32          | NC          |
| 33                                          | Riccardo Olavarrieta   | Mexique          |        | 33          | NC          |

### Dames
| Rang                                          | Nom                | Nation           | Points | Prog. court | Prog. libre |
| --------------------------------------------- | ------------------ | ---------------- | ------ | ----------- | ----------- |
| 1                                             | Kristi Yamaguchi   | États-Unis       | 1.5    | 1           | 1           |
| 2                                             | Tonya Harding      | États-Unis       | 3.0    | 2           | 2           |
| 3                                             | Nancy Kerrigan     | États-Unis       | 5.5    | 5           | 3           |
| 4                                             | Midori Ito         | Japon            | 5.5    | 3           | 4           |
| 5                                             | Surya Bonaly       | France           | 8.0    | 4           | 6           |
| 6                                             | Josée Chouinard    | Canada           | 9.0    | 8           | 5           |
| 7                                             | Joanne Conway      | Royaume-Uni      | 10.5   | 7           | 7           |
| 8                                             | Marina Kielmann    | Allemagne        | 11.0   | 6           | 8           |
| 9                                             | Patricia Neske     | Allemagne        | 13.5   | 9           | 9           |
| 10                                            | Julia Vorobieva    | Union soviétique | 17.0   | 12          | 11          |
| 11                                            | Junko Yaginuma     | Japon            | 17.0   | 10          | 12          |
| 12                                            | Chen Lu            | Chine            | 18.0   | 16          | 10          |
| 13                                            | Simone Lang        | Allemagne        | 18.5   | 11          | 13          |
| 14                                            | Mari Asanuma       | Japon            | 20.5   | 13          | 14          |
| 15                                            | Lenka Kulovaná     | Tchécoslovaquie  | 22.5   | 15          | 15          |
| 16                                            | Anisette Torp-Lind | Danemark         | 23.0   | 14          | 16          |
| 17                                            | Zuzanna Szwed      | Pologne          | 26.5   | 19          | 17          |
| 18                                            | Lisa Sargeant      | Canada           | 27.0   | 18          | 18          |
| 19                                            | Natalia Gorbenko   | Union soviétique | 27.5   | 17          | 19          |
| 20                                            | Lily Lyoonjung Lee | Corée du Sud     | 30.0   | 20          | 20          |
| Patineuses éliminées après le programme court |                    |                  |        |             |             |
| 21                                            | Marion Krijgsman   | Pays-Bas         |        | 21          | NC          |
| 22                                            | Cathrin Degler     | Allemagne        |        | 22          | NC          |
| 23                                            | Tamara Téglássy    | Hongrie          |        | 23          | NC          |
| 24                                            | Beatrice Gelmini   | Italie           |        | 24          | NC          |
| 25                                            | Helene Persson     | Suède            |        | 25          | NC          |
| 26                                            | Laëtitia Hubert    | France           |        | 26          | NC          |
| 27                                            | Sabrina Tschudi    | Suisse           |        | 27          | NC          |
| 28                                            | Željka Čižmešija   | Yougoslavie      |        | 28          | NC          |
| 29                                            | Mila Kajas         | Finlande         |        | 29          | NC          |
| 30                                            | Tamara Heggen      | Australie        |        | 30          | NC          |
| 31                                            | Marta Andrade      | Espagne          |        | 31          | NC          |
| 32                                            | Milena Marinovich  | Bulgarie         |        | 32          | NC          |
| 33                                            | Anita Thorenfeldt  | Norvège          |        | 33          | NC          |
| 34                                            | Isabelle Balhan    | Belgique         |        | 34          | NC          |
| 35                                            | Christine Czerni   | Autriche         |        | 35          | NC          |
| 36                                            | Rosanna Blong      | Nouvelle-Zélande |        | 36          | NC          |
| 37                                            | Diana Marcos       | Mexique          |        | 37          | NC          |

### Couples
| Rang | Nom                                    | Nation           | Points | Prog. court | Prog. libre |
| ---- | -------------------------------------- | ---------------- | ------ | ----------- | ----------- |
| 1    | Natalia Mishkutenok / Artur Dmitriev   | Union soviétique | 2.0    | 2           | 1           |
| 2    | Isabelle Brasseur / Lloyd Eisler       | Canada           | 2.5    | 1           | 2           |
| 3    | Natasha Kuchiki / Todd Sand            | États-Unis       | 5.0    | 4           | 3           |
| 4    | Elena Bechke / Denis Petrov            | Union soviétique | 6.5    | 3           | 5           |
| 5    | Evgenia Shishkova / Vadim Naumov       | Union soviétique | 7.5    | 7           | 4           |
| 6    | Radka Kovaříková / René Novotný        | Tchécoslovaquie  | 8.5    | 5           | 6           |
| 7    | Peggy Schwarz / Alexander König        | Allemagne        | 10.0   | 6           | 7           |
| 8    | Stacey Ball / Jean-Michel Bombardier   | Canada           | 12.0   | 8           | 8           |
| 9    | Calla Urbanski / Rocky Marval          | États-Unis       | 14.5   | 9           | 10          |
| 10   | Jenni Meno / Scott Wendland            | États-Unis       | 15.0   | 12          | 9           |
| 11   | Christine Hough / Doug Ladret          | Canada           | 16.0   | 10          | 11          |
| 12   | Anuschka Gläser / Stefan Pfrengle      | Allemagne        | 17.5   | 11          | 12          |
| 13   | Cheryl Peake / Andrew Naylor           | Royaume-Uni      | 19.5   | 13          | 13          |
| 14   | Anna Gorecki / Arkadius Gorecki        | Allemagne        | 23.0   | 18          | 14          |
| 15   | Rena Inoue / Tomoaki Koyama            | Japon            | 23.0   | 16          | 15          |
| 16   | Danielle Carr / Stephen Carr           | Australie        | 23.0   | 14          | 16          |
| 17   | Anna Tabacchi / Massimo Salvade        | Italie           | 26.5   | 19          | 17          |
| 18   | Saskia Bourgeois / Guy Bourgeois       | Suisse           | 26.5   | 17          | 18          |
| 19   | Katarzyna Głowacka / Krzysztof Korcarz | Pologne          | 26.5   | 15          | 19          |

### Danse sur glace
| Rang                                               | Nom                                             | Nation           | Points | Danse imposée 1 | Danse imposée 2 | Danse originale | Danse libre |
| -------------------------------------------------- | ----------------------------------------------- | ---------------- | ------ | --------------- | --------------- | --------------- | ----------- |
| 1                                                  | Isabelle Duchesnay / Paul Duchesnay             | France           | 2.8    | 3               | 3               | 1               | 1           |
| 2                                                  | Marina Klimova / Sergueï Ponomarenko            | Union soviétique | 4.6    | 2               | 2               | 3               | 2           |
| 3                                                  | Maïa Oussova / Alexandre Jouline                | Union soviétique | 4.6    | 1               | 1               | 2               | 3           |
| 4                                                  | Oksana Grichtchouk / Ievgueni Platov            | Union soviétique | 8.2    | 5               | 4               | 4               | 4           |
| 5                                                  | Klára Engi / Attila Tóth                        | Hongrie          | 9.8    | 4               | 5               | 5               | 5           |
| 6                                                  | Stefania Calegari / Pasquale Camerlengo         | Italie           | 12.0   | 6               | 6               | 6               | 6           |
| 7                                                  | Susanna Rahkamo / Petri Kokko                   | Finlande         | 14.4   | 8               | 8               | 7               | 7           |
| 8                                                  | Dominique Yvon / Frédéric Palluel               | France           | 15.6   | 7               | 7               | 8               | 8           |
| 9                                                  | April Sargent / Russ Witherby                   | États-Unis       | 19.0   | 9               | 9               | 9               | 10          |
| 10                                                 | Jacqueline Petr / Mark Janoschak                | Canada           | 21.0   | 10              | 10              | 10              | 11          |
| 11                                                 | Elizabeth Punsalan / Jerod Swallow              | États-Unis       | 22.0   | 12              | 17              | 12              | 9           |
| 12                                                 | Kateřina Mrázová / Martin Šimeček               | Tchécoslovaquie  | 23.4   | 11              | 13              | 11              | 12          |
| 13                                                 | Małgorzata Grajcar / Andrzej Dostatni           | Pologne          | 25.8   | 13              | 12              | 13              | 13          |
| 14                                                 | Isabelle Sarech / Xavier Debernis               | France           | 28.6   | 15              | 11              | 14              | 15          |
| 15                                                 | Anna Croci / Luca Mantovani                     | Italie           | 29.2   | 14              | 14              | 16              | 14          |
| 16                                                 | Michelle McDonald / Martin Smith                | Canada           | 31.4   | 16              | 16              | 15              | 16          |
| 17                                                 | Jennifer Goolsbee / Hendryk Schamberger         | Allemagne        | 33.6   | 17              | 15              | 17              | 17          |
| 18                                                 | Ann Hall / Jason Blomfield                      | Royaume-Uni      | 37.0   | 19              | 19              | 19              | 18          |
| 19                                                 | Saskia Stahler / Sven Authorsen                 | Allemagne        | 37.0   | 18              | 18              | 18              | 19          |
| 20                                                 | Diane Gerencser / Bernard Columberg             | Suisse           | 40.6   | 21              | 22              | 20              | 20          |
| Couples de danse éliminés après la danse originale |                                                 |                  |        |                 |                 |                 |             |
| 21                                                 | Kaoru Takino / Kenji Takino                     | Japon            |        | 20              | 20              | 21              | NC          |
| 22                                                 | Daria-Larissa Maritczak / Ihor-Andrij Maritczak | Autriche         |        | 23              | 23              | 22              | NC          |
| 23                                                 | Monica MacDonald / Duncan Smart                 | Australie        |        | 22              | 21              | 23              | NC          |
| 24                                                 | Katri Uski / Juha Sasi                          | Finlande         |        | 24              | 24              | 24              | NC          |
| 25                                                 | Maria Hadjiiska / Hristo Nikolov                | Bulgarie         |        | 25              | 25              | 25              | NC          |
| 26                                                 | Park Jun-hee / You Jong-hyun                    | Corée du Sud     |        | 26              | 26              | 26              | NC          |